# Armée nationale de développement

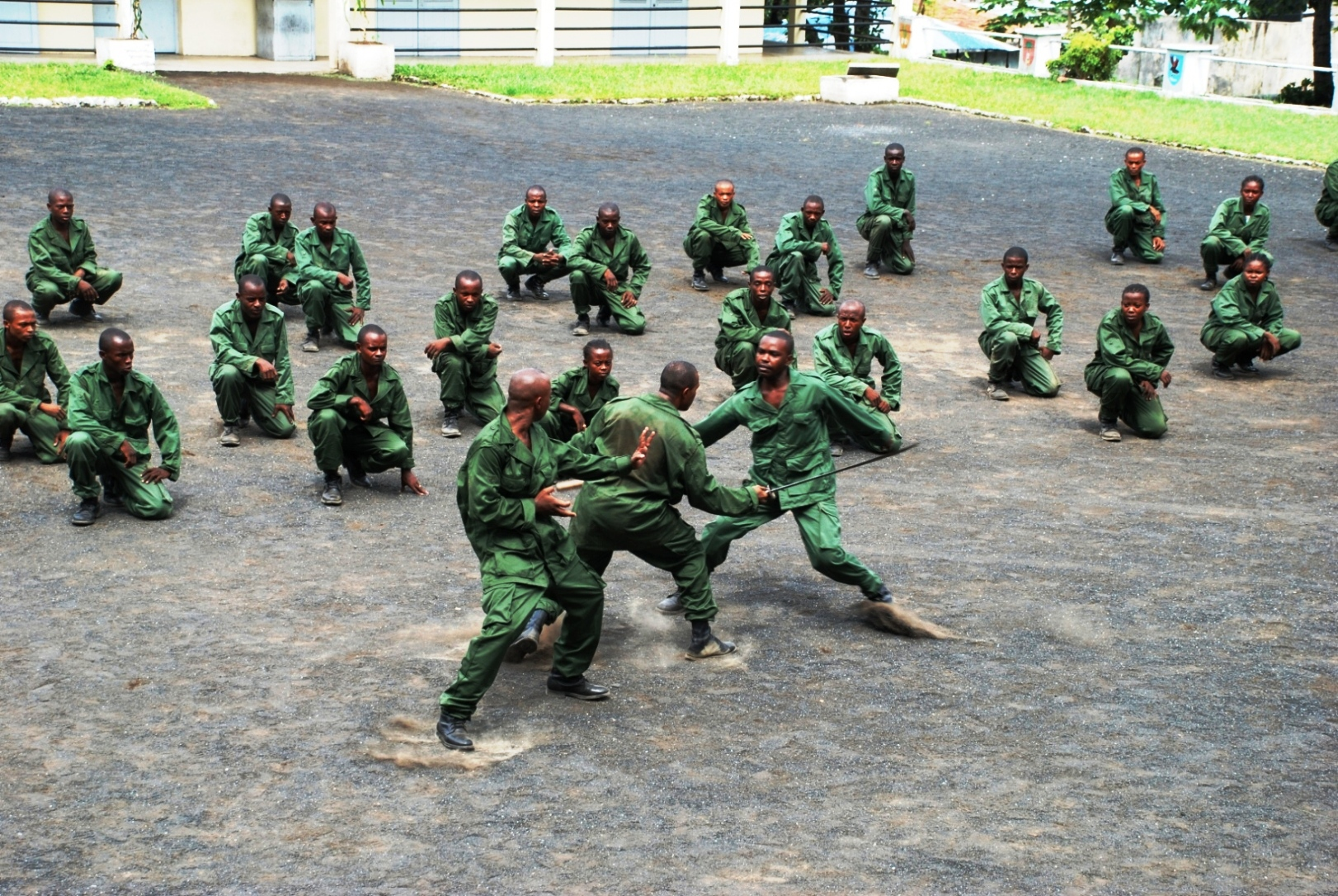
Soldati della Forza di Difesa delle Comore dimostrano le abilità nel combattimento corpo a corpo

Le Forze armate delle Comore (in francese Armée nationale de développement, "Esercito di sviluppo nazionale") sono costituite da un piccolo esercito permanente e da una forza di polizia di 500 membri, così come da una forza di difesa di 500 membri. Un trattato di difesa con la Francia fornisce risorse navali per proteggere le acque territoriali, l'addestramento del personale militare delle Comore, e la sorveglianza aerea. La Francia mantiene una piccola presenza di truppe in Comore su richiesta del governo. La Francia mantiene una piccola base marittima e un Distaccamento della Legione Straniera (DLEM) a Mayotte.

## Inventario dell'equipaggiamento
- Fucile d'assalto FN FAL
- Fucile d'assalto AK-47
- MGP NSV
- Arma anticarro RPG-7
- Camion pick-up Mitsubishi L200

## Aeronautica
| Aereo                  | Origine         | Tipo                    | Variante  | In servizio | Note                                   |
| Trasporti              | Trasporti       | Trasporti               | Trasporti | Trasporti   | Trasporti                              |
| ---------------------- | --------------- | ----------------------- | --------- | ----------- | -------------------------------------- |
| Cessna 402             | Stati Uniti     | Trasporto               |           | 1           |                                        |
| L-410 Turbolet         | Repubblica Ceca | Trasporto               |           | 1           |                                        |
| Aérospatiale Corvette  | Francia         | Trasporto VIP           |           | 1           |                                        |
| Elicotteri             |                 |                         |           |             |                                        |
| Mil Mi-14              | Russia          | Utility/Trasporto       | Mi-14PZh  | 2           |                                        |
| Eurocopter AS350       | Francia         | Utility                 |           | 1           |                                        |
| Aerei da addestramento |                 |                         |           |             |                                        |
| SIAI-Marchetti SF.260  | Italia          | Addestramento/Pattuglia |           | 5           | Utilizzato per operazioni paramilitari |

## Marina
- 2 motovedette Yamayuri - 41 tonnellate a pieno carico - commissionate nel 1981